# برج مراقبة جوية

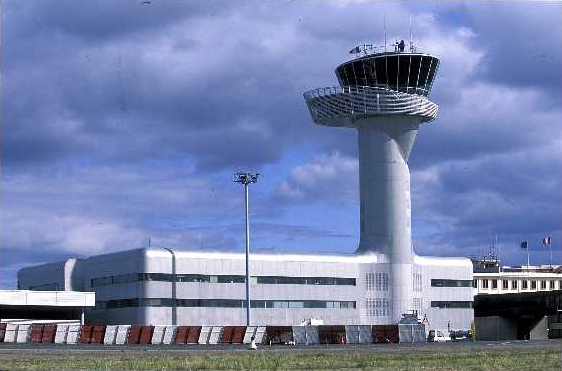
برج مراقبة مطار Bordeaux–Mérignac بفرنسا.

في الطيران، برج المراقبة هو برج تقع فيه وحدة مراقبة جوية وتعمل على السيطرة على حركة الطائرات داخل المطار وحوله.

## معرض صور

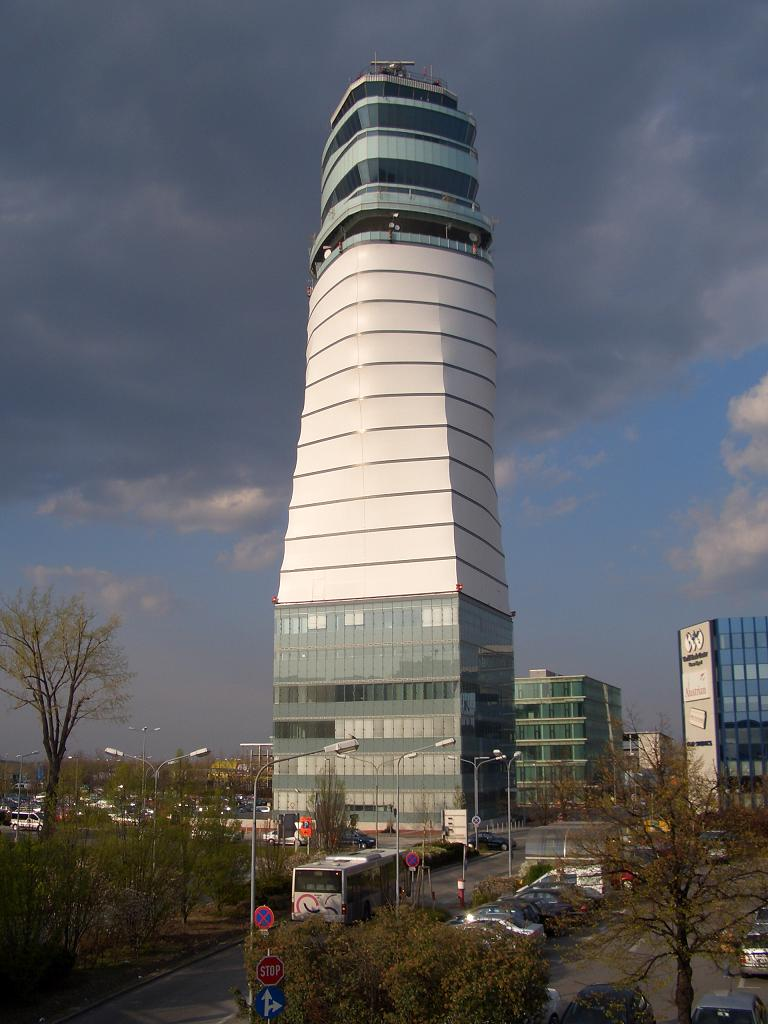
برج المراقبة في مطار فيينا يبلغ طوله 109 متراً.
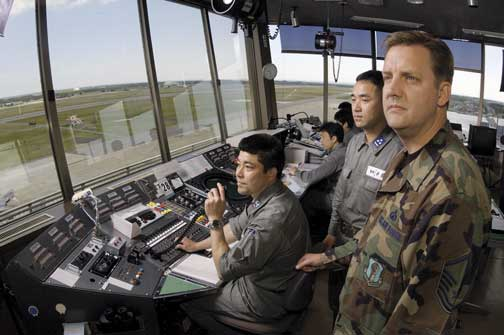
داخل برج المراقبة في قاعدة ميساوة الجوية ، اليابان.
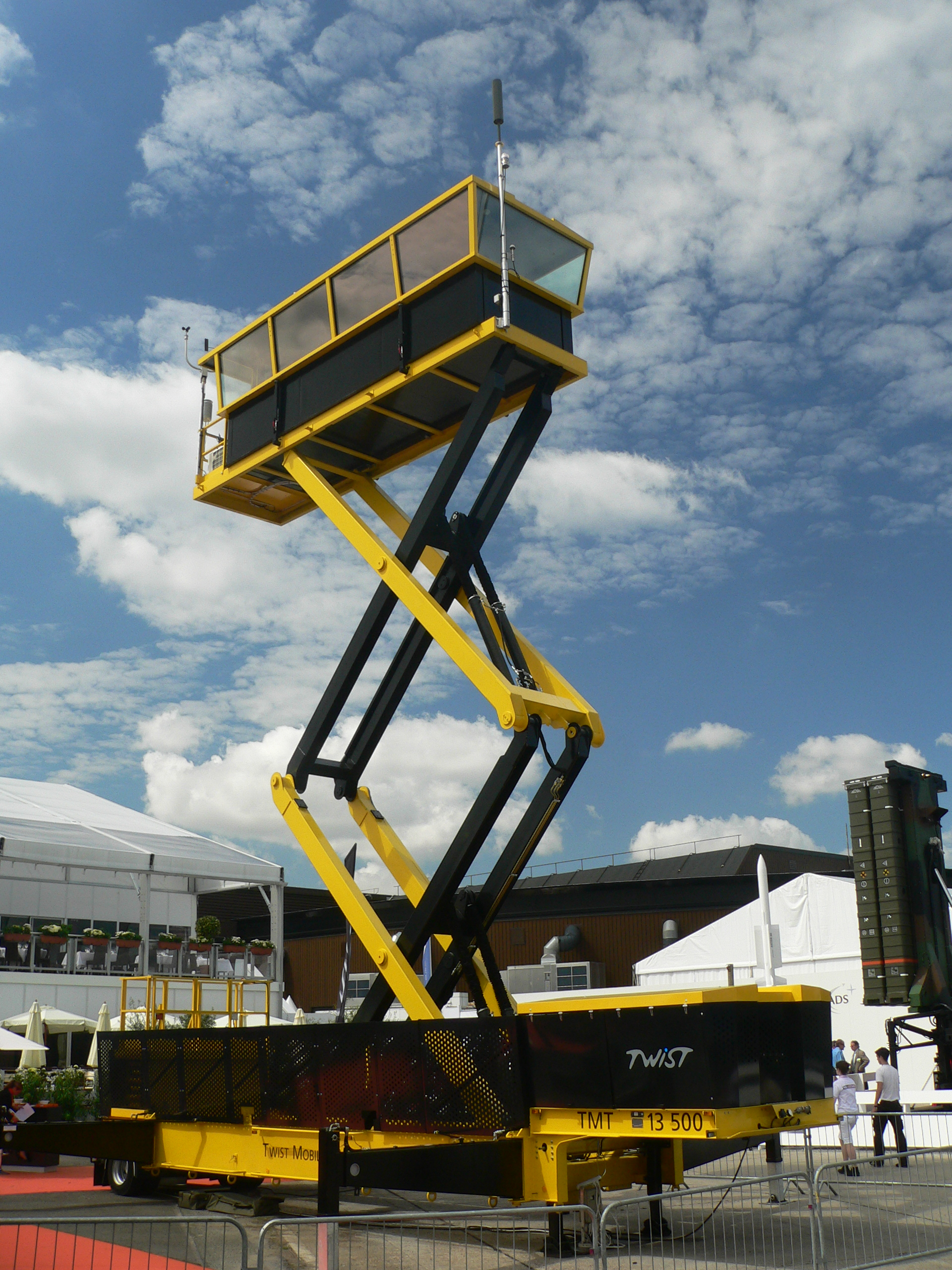